# Визинга (сельское поселение)
Визинга — административно-территориальная единица (административная территория село с подчинённой ему территорией) и муниципальное образование (сельское поселение с полным официальным наименованием муниципальное образование сельского поселения «Визинга») в составе муниципального района Сысольского в Республике Коми Российской Федерации.
Административный центр — село Визинга.

## История
Статус и границы административной территории установлены Законом Республики Коми от 6 марта 2006 года № 13-РЗ «Об административно-территориальном устройстве Республики Коми».
Статус и границы сельского поселения установлены Законом Республики Коми от 5 марта 2005 года № 11-РЗ «О территориальной организации местного самоуправления в Республике Коми».

## Население
| 2000  | 2010  | 2011  | 2012  | 2013  | 2014  | 2015  |
| ----- | ----- | ----- | ----- | ----- | ----- | ----- |
| 8136  | ↘7347 | ↘7316 | ↘7165 | ↘7104 | ↘7063 | ↗7096 |
| 2016  | 2017  | 2018  | 2019  | 2020  | 2021  |       |
| ↘7082 | ↘7016 | ↘6998 | ↘6954 | ↘6952 | ↘6858 |       |

## Состав
Состав административной территории и сельского поселения:
| № | Населённый пункт | Тип населённого пункта       | Население |
| - | ---------------- | ---------------------------- | --------- |
| 1 | Визинга          | село, административный центр | ↘6353     |
| 2 | Горьковская      | деревня                      | 307       |
| 3 | Елин             | деревня                      | 88        |
| 4 | Кольёль          | деревня                      | 36        |
| 5 | Митюшсикт        | деревня                      | 26        |
| 6 | Рай              | деревня                      | 32        |
| 7 | Рочевгрезд       | деревня                      | 5         |
| 8 | Сорд             | деревня                      | 6         |
| 9 | Чукаиб           | деревня                      | 37        |